# Zachodem poszły dzieje
Zachodem poszły dzieje. Antologia opowiadań o Ziemiach Zachodnich – polska antologia opowiadań poświęconych szeroko rozumianej tematyce Ziem Odzyskanych, wydana przez Wydawnictwo Poznańskie w 1970, na 25-lecie odzyskania tych ziem przez Polskę po II wojnie światowej.

## Charakter dzieła
Antologia stanowi prezentację dorobku literackiego polskich, powojennych środowisk nadodrzańskich i nadbałtyckich. Była próbą opisania literatury o ziemiach zachodnich i jej systematyzacji. Stanowić miała obraz minionych lat (głównie czasów pionierskich), które odchodziły w czasie wydania dzieła do przeszłości, a także świadectwo współczesności oraz rozwoju na terenach, gdzie losy Polaków w różnych momentach historii były dramatyczne i bardzo trudne. Obrazować miała procesy, które Eugeniusz Paukszta nazywał wrastaniem, a socjologia definiuje jako adaptacyjne, prowadzące do stworzenia nowej jedności społecznej. Właśnie rytm tych procesów, które dokonały się po 1945 na Ziemiach Odzyskanych, wpłynął na dobór tekstów opublikowanych w antologii, a dokonali go Witold Nawrocki i Andrzej Wasilewski. Nawrocki opatrzył ponadto dzieło obszernym wstępem zatytułowanym Literatura nad Odrą.
W 1971 pozycja została zatwierdzona do użytku szkolnego oraz znalazła się w wykazie książek zaleconych do bibliotek szkolnych.

## Autorzy
Antologia podzielona jest na trzy części: Powrót (traktująca o przyjeździe i zasiedleniu Ziem Odzyskanych), Wrastanie (czasy pionierskie i kształtowanie się nowych społeczności) oraz Tu jest nasz dom (adaptacja i przyszłość). Na dzieło składają się następujące opowiadania:
- Powrót:

- - Jan Brzoza – Powrót z niewoli (1955),
  - Marian Turwid – Powrót Marty,
  - Henryk Worcell – W drodze z Heinzendorfu do Zdarzyc,
  - Henryk Worcell – Wotan odjedzie pociągiem,
  - Zofia Nałkowska – Profesor Spanner,
  - Jerzy Pluta – Pas (1962-1963),
  - Ireneusz Gwidon Kamiński – Ziemia nie milczy (Szczecin, 1955),
  - Egon Naganowski – Ostatni rozdział,
  - Zbyszko Bednorz – Będzie bratem,
  - Katarzyna Suchodolska – Szeliniaki,
  - Bronisław Słomka – Ten, który przyszedł,
  - Eugeniusz Paukszta – Na rykowisko nie pojechałem,
  - Józef Hen – Wdowa po Joczysie,
  - Romuald Cabaj – Łopata,
  - Wojciech Żukrowski – Młodzi.

- Wrastanie

- - Henryk Worcell – Polak mały,
  - Maria Dąbrowska – Poranek w ogrodzie zoologicznym (1949),
  - Anna Kowalska – Opowieści wrocławskie,
  - Leon Wantuła – Kryśka,
  - Gustaw Morcinek – Wiktoria,
  - Katarzyna Suchodolska – Noc,
  - Leszek Prorok – Willa Waldfrieden (1954),
  - Józef Lenart – Codziennie toczy się wojna,
  - Roman Samsel – Hakenkreutz,
  - Jerzy Putrament – Dwa świństwa (1956),
  - Jarosław Iwaszkiewicz – Cmentarz w Toporowie.

- Tu jest nasz dom

- - Zygmunt Trziszka – Jedna rodzina,
  - Janusz Koniusz – Rybacy i pies,
  - Edmund Głuchowski – Dom,
  - Wilhelm Szewczyk – Klara Krause,
  - Eugeniusz Paukszta – Wilczy pomiot,
  - Kazimierz Maria Kowalski – Wędrujące Miłosierdzie Boże,
  - Nina Karcher-Gamratowa – Przyjaciel z dzieciństwa,
  - Tadeusz Stępowski – "Potrzebny jest nam Frycz Zawada",
  - Jerzy Jan Pachlowski – Cygan,
  - Tadeusz Mikołajek – Nieślubny,
  - Czesław Schabowski – Rybackie wyścigi,
  - Henryk Panas – W podróży na wyspy szczęśliwe,
  - Aleksander Baumgardten – Trudny rocznik 45,
  - Czesław Kuriata – Pamiętnik nauczycielski,
  - Roman Tomczyk – Lisopsy (1955).